# Aberporth

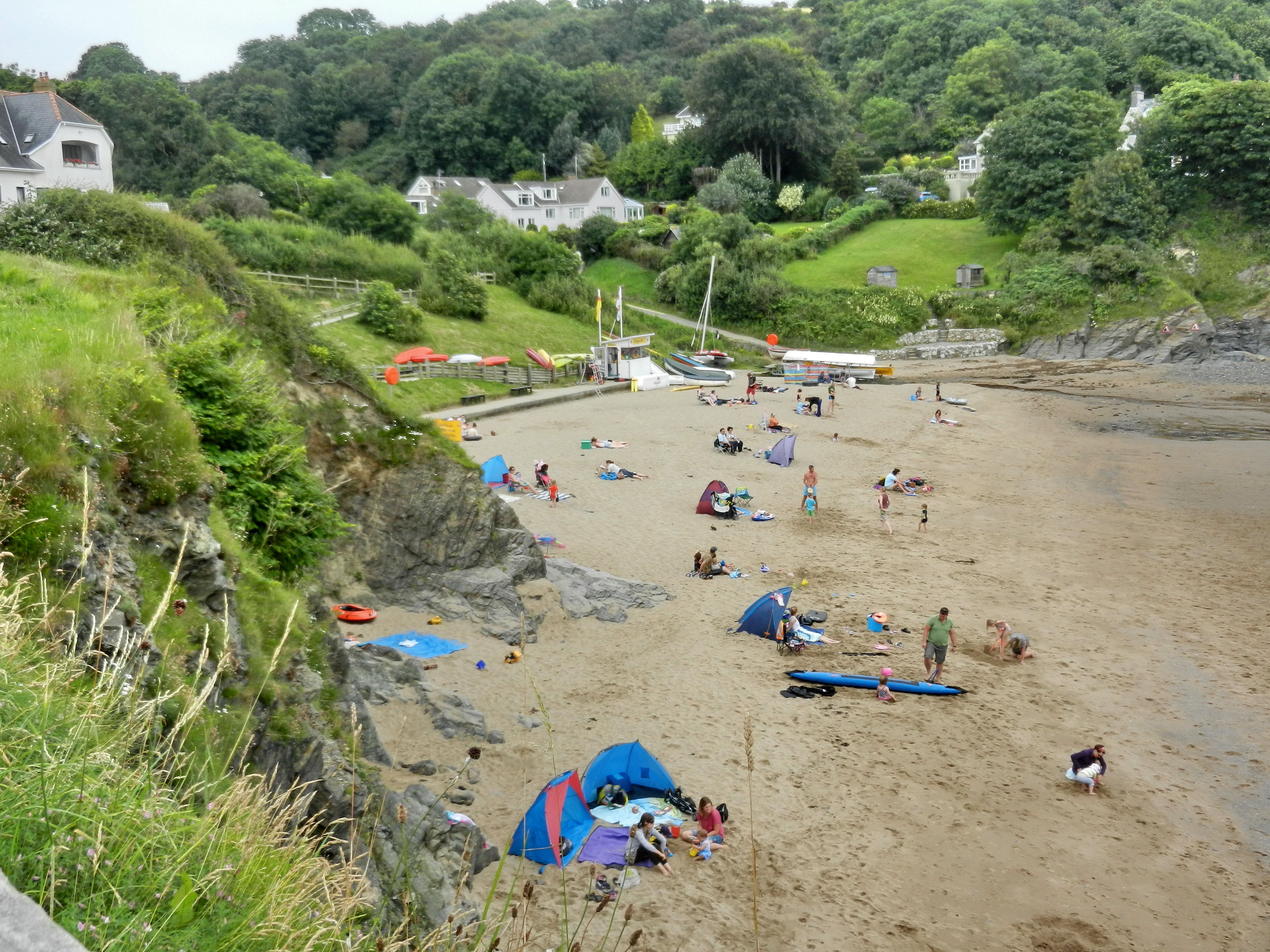
Spiaggia ad Aberporth

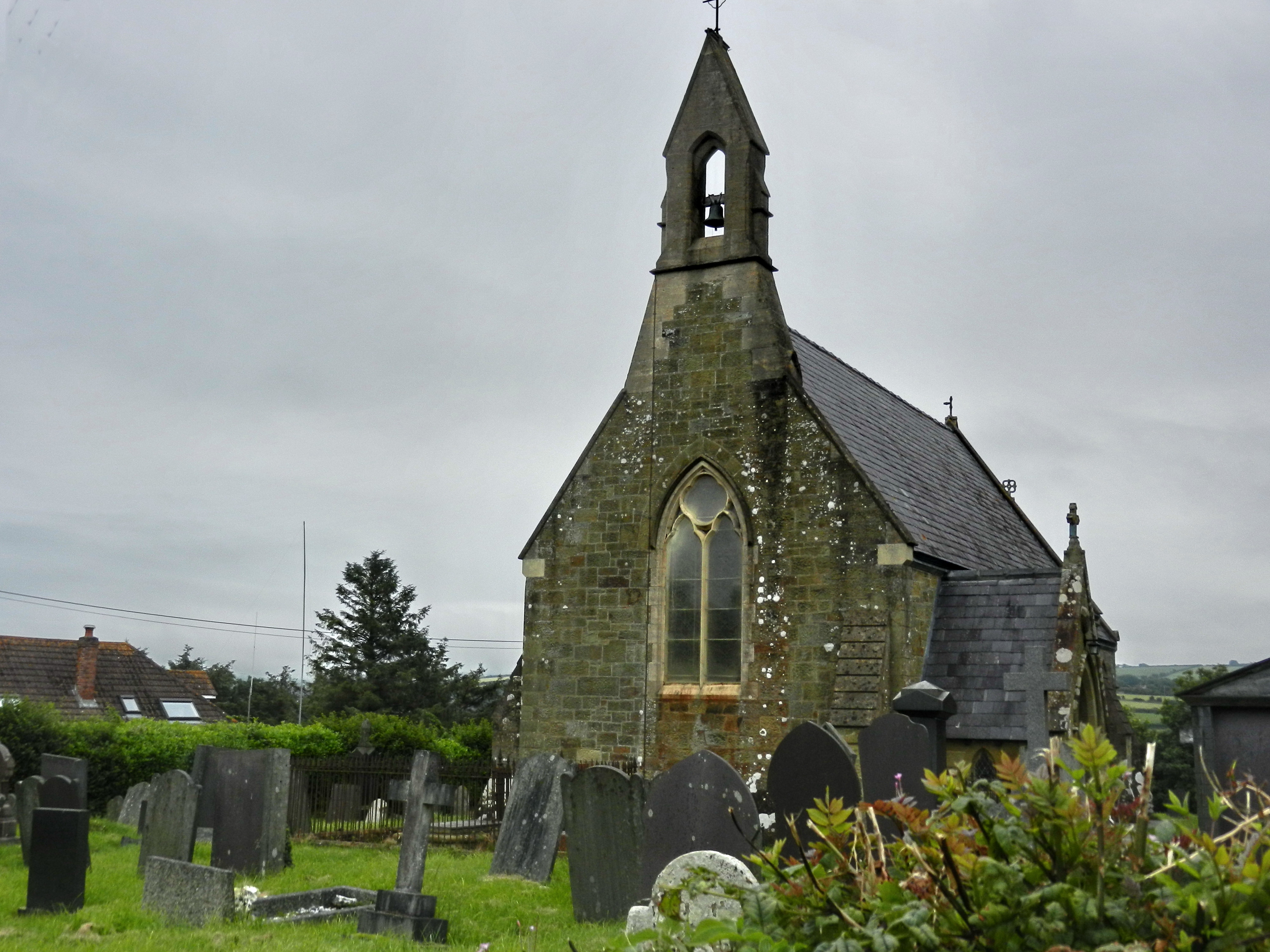
Aberporth: la chiesa di San Cynfil

Aberporth (in gallese: Aber-porth) è un villaggio con status di community della costa sud-occidentale del Galles, facente parte della contea del Ceredigion ed affacciato sulla baia di Cardigan (Mare d'Irlanda). Il solo villaggio conta una popolazione di circa 1.100-1.200 abitanti, mentre l'intera community conta una popolazione di circa 2.400 abitanti.

## Geografia fisica
Aberporth si trova nella parte centrale della costa del Ceredigion, tra le località di Cardigan  e Aberaeron (rispettivamente a nord/nord-est della prima e a sud/sud-ovest della seconda), ad est di Gwbert-on-Sea.

## Origini del nome
Il toponimo Aberporth/Aber-porth è formato dai termini gallesi aber, che significa "foce", "estuario", e porth, che significa "porto".

## Storia
Tra il XVII e il XVIII secolo, la popolazione del villaggio era dedita alla pesca dell'aringa.

## Monumenti e luoghi d'interesse

### Architetture religiose
Principale edificio religioso di Aberporth è la chiesa dedicata a San Cynfil, costruita nella forma attuale tra il 1855 e il 1857 su progetto dell'architetto londinese R.J. Withers.

### Aree naturali
Ad Aberporth si trovano due spiagge, incastonate tra le scogliere di Trecregyn.

## Società

### Evoluzione demografica

#### Villaggio
Nel 2017, la popolazione del villaggio di Aberporth era stimata in 1.167 abitanti, di cui 591 erano donne e 576 erano uomini.
La popolazione al di sotto dei 18 anni era pari a 174 unità (di cui 111 erano i bambini al di sotto dei 10 anni), mentre la popolazione dai 60 anni in su era pari a 495 unità (di cui 185 erano le persone dagli 80 anni in su).
La località ha conosciuto un decremento demografico rispetto al 2011, quando la popolazione censita era pari 1.241 abitanti (dato che erea in rialzo rispetto al 2001, quando la popolazione censita era pari a 1.155) abitanti.

#### Community
Nel 2017, la popolazione stimata della community di Aberporth era pari 2.423 abitanti.
La community ha conosciuto un incremento demografico rispetto al 2011, quando la popolazione censita era pari a 2.374 abitanti (dato però in calo rispetto al 2001, quando la popolazione censita era pari a 2.485 abitanti).

## Infrastrutture e trasporti
A circa 1,5 km dal villaggio, si trova un aeroporto, il West Wales Airport.